# Corythalia conspecta
Corythalia conspecta là một loài nhện trong họ Salticidae.
Loài này thuộc chi Corythalia. Corythalia conspecta được Elizabeth Maria Gifford Peckham & George William Peckham miêu tả năm 1896.